# 흑금성 사건
흑금성 사건(黑金星事件)은 1998년 조선민주주의인민공화국에서 활동하던 대한민국 국가안전기획부 소속 공작원 "흑금성(박채서)"이 총풍 사건에 관련된 수사 과정에서 신원이 공개된 사건이다. 신원이 노출된 박채서는 국가안전기획부에서 해고되었으며, 2010년에 군사 기밀을 조선민주주의인민공화국에 넘긴 혐의로 복역하다가 2016년에 출소되었다.

## 관련 작품
- 영화 《공작》

## 같이 보기
- 총풍 사건